# الكنز المرصود (فلم 1970)
الكنز المرصود، أو الكنز الجهنمي فيلم مغربي من إنتاج سنة 1970. يعتبر أول تجربة كتابية وإخراجية لفيلم روائي طويل للمخرج محمد عصفور.

## القصة
حيث تدور أحداثه حول قصة فلاح يعثر على كنز في حقله، لكن بعض اللصوص سلبوه منه، فيقرر ابن الفلاح «فارس» ملاحقة اللصوص ومحاولة استرجاع الكنز الذي وهبهم إياه حقلهم.

## وصلات خارجية
- مقالات تستعمل روابط فنية بلا صلة مع ويكي بيانات